# Anne Koenen
Anne Koenen (* 18. Juni 1953 in Bad Kreuznach) ist eine deutsche Amerikanistin und emeritierte Hochschullehrerin.

## Leben
Nach der Promotion zum Dr. phil. 1981 war sie wissenschaftliche Mitarbeiterin am Institut für England- und Amerikastudien der Johann Wolfgang Goethe-Universität Frankfurt am Main und Visiting Scholar an der UC Berkeley (1987–1988, 1990–1992). Nach der Habilitation in Frankfurt am Main 1993 war sie seit 1993 Professorin für amerikanische Literatur in Leipzig.

## Schriften (Auswahl)
- Zeitgenössische afro-amerikanische Frauenliteratur. Selbstbild und Identität bei Toni Morrison, Alice Walker, Toni Cade Bambara und Gayl Jones. Frankfurt 1985, ISBN 3-593-33465-8.
- Visions of doom, plots of power. The fantastic in Anglo-American women's literature. Frankfurt am Main 1999, ISBN 3-89354-270-1.